# 拓跋耶乌
拓跋耶乌（?—?），金朝将领。
靖康之变时，拓跋耶乌随金军抵达太行山区，攻打抗金武装。建炎元年（1127年）岳飞跟随从王彦渡黄河，至新乡，金兵强盛，王彦不敢进。岳飞引兵鏖战，克新乡。次日，在侯兆川大战，身中十余创，又败金军。夜间屯兵石门山下，粮尽，岳飞引兵向北，在太行山与金军交战，擒获拓跋耶乌。